# الزوايا في الجزائر
الشيخ لحيرش يحى

## الزاوية من جانب التراث

### البنية
إن الزاوية أو الركن هي وريثة الرباط القديم حيث ظهرت في القرن الـ 13 ميلادي (القرن السابع من الهجرة).
إن شيوخ الطرق الصوفية اتخذوا الزوايا كحل وسط بين الصرح المقدس للتوحيد الإبراهيمي (نسبة لسيدنا إبراهيم الخليل عليه السلام) أي بين معبد اليهود وكنيسة المسيحيين.
إن الإسلام بالنسبة لهم هو التذكير النهائي للحقائق الأبدية، التي جاء بها ودافع عنها كل الأنبياء عليهم السلام، إن هذا المفهوم يُبعد الزاوية من كل بدعة حماسية في الروحانية الظالمة والمبهمة، ومن كل طائفة علمية ضاربة في الجانب المادي المتأجج تحت رداء مستعار لفائض وتجاوز للإنسانية.

### مهامها
إن شخصية الزاوية مدنية وتركيبتها التنظيمية من خط جيومتري يجعل لها سلما انضباطا يسمحان لها بالتطور ويعززان ويدعمان نشاطاتها من أجل حب البشرية، والتربية الدينية وحتى السياسية وكذلك المراقبة وتوزيع المعلومات لكي تقوي من عناصر الزاوية.

## التنظيم

### الوسائل
إن الزاوية مؤسسة على فكر حسن التصرف، وهو واجب كل من المقدم أو الشيخ، وعن جانبها المؤسساتي، فالزاوية تترجم عن طريق التحكم في العمل كقوة فيزيائية موّلدة ومولّدة عن طريق وسائل (خدمة سماوية) والاستقلالية الاقتصادية التي تسمح للزاوية أن تلعب دورها بشكل كامل، وأن تمارس عملها بكل ثقة وحرية.

### الجانب المادي
تتكون الزاوية من كل البنايات الدينية وهي المساجد، المدارس القرآنية وبنايات أخرى خاصة بها، وتقوم الزاوية بإكمال الشعائر الدينية وفق المذهب السني المالكي والعقيدة الأشعرية، إلى جانب قيامها بالتكوين الإجباري للطلبة الشباب إذ تبدأ بتدريبهم وتدريسهم القرآن الكريم ويكون ذلك متبوعا بالدرجة الثانية بعلوم الدين والفقه والحديث.
إضافة ذلك تسعى الزاوية لتعليم الطلبة الأناشيد الدينية، أو ما يسمى بـ (السماع) عن طريق الحفظ والترديد الشفاهي والمخارج وحركات الوزن والإيقاع، كل هذا يأتي لتدعيم تكوينهم.

### الجانب الروحي
يؤسس كل من الشيخ والمريد العنصر الحيوي لمعرفة الزاوية، وذلك عن طريق البحث عن الحقيقة المطلقة من أجل بلوغ الهدف المنشود معتمدين على الحب الصادق والورع والتقوى ومخافة الله وخشيته وحضور (الحضرة الواقعية).

## الخدمات التي تقدمها الزاوية
إن الزاوية كمجتمع عالم، هي بنية تقوم بعمل تقليدي وهو المساعدة واستقبال المحتاجين وعابري السبيل، فهي تقدم خدمات جليلة على أساس مبدأين اثنين:

### المبدأ الأول
ويعتمد على المنافسة والتنافس في أداء النشاطات الاجتماعية والتضامن، ويكون ذلك من خلال الهبات والعطايا والمساهمات المختلفة ومن بين عناصرها:
- أنه يجب على المريد أن يمنح ويسخر وقت فراغه إلى الأعمال الخيرية
- (التويزة) وخدمة المجتمع.
- بقاء المقدم كمرشد ومسؤول عن الخدمات بما فيها العمل على زرع الأمل.
- على الزاوية إسعاف الناس وتغذيتهم ورعايتهم والسعي للبحث عن العمل للمجموعات المحتاجة إلى ذلك.

### المبدأ الثاني
المساعدة الاجتماعية، وتشمل ثلاثة عناصر:

#### الجانب المادي
إن هذه المساعدات هي مؤمنة عن طريق رأس مال الزاوية والذي يكون مصدر الهبات والعطايا وما يسمى بـ (الزيارة) إلى جانب مدا خيل الحبوس التي هي موجودة تحت وصايتها.
ويقوم المقدم بواجبه وهو إعادة توزيع الأموال المحصل عليها، فعلى سبيل المثال تتكلف الزاوية بمن يعانون من مرض أو عند حالة الوفاة وحالات أخرى.

#### الجانب المعنوي
تتدخل الزاوية في فض النزاعات والصراعات الفردية والجماعية محاولة خلق جو من المصالحة على أساس ما جاء في القرآن الكريم والسنة النبوية التي جاء بها سيدنا محمد صلى الله عليه وسلم.

#### الجانب الروحي
يتمتع الشيخ الروحي بنظام خاص، فهو يتدخل عبر سماعة ونقاشه للآخرين معينا إياهم على تحقيق الثقة.وكنتيجة فإن الزاوية تلعب دورا هاما اجتماعيا تنظيميا من خلال كفاءتها على التعبئة، وتضمن وظيفة السلطة المعنوية الشرعية التي تتكفل بالمحافظة على الوحدة والسلم.

### الزاوية وآفاقها
في هذا الجانب هناك المعطيات القديمة وهي دائما عبارة عن حدث بيد أنها لم تستغل حول مضامينها التحتية للعمل المسطر للزوايا بخصوص مكوناتها البشرية وعلاقتها بالمجتمع والتي تستطيع فتح طرق جديدة من جانب الوقاية كل أشكال العنف الإرهابي تحت غطاء ديني وثقافي وما فيوي بيروقراطي وغيرها، وأيضا من جانب المصالحة مع الذات ومع الآخر والضرورية لكل سلام حقيقي ولكل تطور متوازن ودائم.
إننا بحاجة إلى معطيات جديدة ودائمة والتي من أجلها نشأ اتحادنا وهو الاتحاد الوطني للزوايا الجزائرية (UNZA) والذي يقترح ويتكلف بتجميع ورص صفوف الزوايا من أجل تسطير الأفاق والمتابعة باهتمام للدور الأساسي للزاوية وعلاقتها بمحيط السكان وإعطاء الوجه الحقيقي للزوايا وإبعاد كل ما ألصق بها من شعوذة وخرافات.لكن الاصطدام الذي أثير عن طريق أثر الزاوية في سنوات الجمر التي عاشتها الجزائر والذي استمر حتى الانتخابات الرئاسية الأخيرة، سمح للذين يسمون أنفسهم بأصحاب الحداثة والعصرنة وبأولئك الذين يطلق عليهم الإصلاحيين (السلفيين) سمح لهم بتصحيح مفهومهم الثنائي الملائم والقديم (الزاوية – المجتمع), والتوجيه الجيد لمجال رؤيتهم من أجل ملاحظة العمل التربوي، الثقافي والتكويني والاجتماعي للزاوية أولا ثم الجانب المادي والروحي فيما بعد.

### النتائج
إن التعلق بالمحافظة وتطوير تراثنا الاجتماعي والروحي، في إطار النظرية المادية الجديدة وتكييفها مع العولمة، من حيث أن دور زوايانا هو تكوين الذاكرة الاجتماعية والتي هي التراث الاجتماعي والروحي يجب أن تكون في مستوى التحديات الجديدة ومسايرة للألفية الثالثة إذا أرادت أن تبقى موجودة. هذه المعاينة تخص مع الآسف كل الزوايا التي استطعنا دراستها طيلة هذه السنوات التحضيرية التي سبقت تأسيس الاتحاد الوطني للزوايا بالجزائر (UNZA), فمنذ مدة ارتكز دور الشيوخ والمقاديم على العمل للتقليص من الأخطار التي تستهدف ضرب المبادئ الثقافية والقيم الروحية للإسلام في بعده العالمي.
لقد تحركوا بوسائل جد مختلفة لإدماج وتثبيت تلاميذهم بالخصوص والمريدين بدرجة ثانية، هذا المفهوم الذي تم نشره طيلة عدة عقود يأتي اليوم على الإشباع، حيث أن الدينامية الجديدة لإعادة الهيكلة يجب أن تدعم أولا على حصيلة الكفاءات، والتنظيم والهياكل التي تسمح بوضع وسائل جديدة لتجسيد المشروع الموحد والذي يتكفل به الاتحاد الوطني للزوايا الجزائرية معتمدا في ذلك ومتطابقا مع تعليم القرآن الكريم الذي أوصى به سيدنا محمد (صلى الله عليه وسلم).

### بعض أشهر الزوايا في الجزائر
أشهر الزوايا في العالم هي الزاوية التيجانية بمدينة عين ماضي - الأغواط اذ يزيد أتباعها و موريدوها عن 300 مليون نسمة متوزعون عبر العالم خصوصا بأفريقيا جنوب الصحراء و جنوب شرق آسيا، العديد من رؤساء هذه الدول عند زيارتهم لدولة الجزائر لا بد و النزول بعين ماضي و مقابلة الخليفة العام للطريقة التيجانية.
و في مدينة الجزائر مثلا وبالإضافة إلى زاوية وضريح عبد الرحمان الثعالبي وزاوية ولي داده، وزاوية عبد القادر الجيلاني، هناك قائمة طويلة أخرى نذكر منها زاوية سيدي محمد الشريف وزاوية سيدي أحمد بن عبد الله الجزائري، وسيدي الجودي، وسيدي جمعة وسيدي الكتاني..الخ.
وفي مدينة قسنطينة ونواحيها قائمة طويلة أخرى بلغت حسب بعض الإحصاءات ست عشرة زاوية، فهناك زوايا وخلوات سيدي الكتاني وسيدي المناطقي وغيرها، كما كانت للعائلات الكبيرة بالمدينة زواياها مثل زاوية أولاد، وكانت هناك زوايا خاصة بالأتراك والكراغلة مثل زاوية رضوان خوجة، وفي نواحي قسنطينة اشتهرت زاوية خنقة سيدي ناجي.
وقد اشتهرت أيضا تلمسان ونواحيها بزواياها وأضرحتها ومشاهدها نذكر منها زاوية سيدي الطيب، وزاوية سيدي بومدين وزاوية محمد السنوسي، وزاوية أحمد الغماري وضريح سيدي الحلوي الأندلسي.. وتعتبر منطقة القبائل من أغنى مناطق الجزائر بالزوايا، فقد تصل فيها إلى خمسين زاوية، نذكر منها زاوية تيزي راشد، وزاوية الشيخ محمد التواتي ببجاية وزاوية الأزهري بآيت إسماعيل، وزاوية ابن على الشريف بآقبو وكذلك سيدي منصور بآيت جناد وغيرها.. وهي كلها زويا اشتهرت بنشر التعليم وتخريج أجيال من المتعلمين.

## أقدم الزوايا في الجزائر
عرفت الجزائر عددا هاما من الزوايا أدت دورها على أكمل وجه وأحسن صورة، وانتشرت انتشارا واضحا، سواء في الأرياف أو في المدن، وعمت كل جهات الوطن تقريبا، خاصة الغرب والوسط، كما انتشرت في منطقة القبائل انتشارا كبيرا، خصوصا بعد الاحتلال الإسباني لمدينة بجاية. وربما أقدم زاوية بالجزائر أشارت إليها المصادر هي:
1. رباط بونه: وهو المعروف برباط مروان البوني، أسسه أبو عبد الملك، الأندلسي الأصل، سكن بونة (عنابة) من بلاد الجزائر وكان من الفقهاء المتفننين. مات قبل الأربعين وأربعمائة (440هـ= 1048م)، بعنابة ودفن بها وقبره من أشهر المزارات بالشرق الجزائري.
2. زاوية عبد السلام التونسي في تلمسان: أسسها الشيخ أبو محمد عبد السلام التونسي، من صوفية المغرب العربي، وكانت وفاته بتلمسان عام 589هـ= 1193م، ودفن بالعباد وهو الذي دفن الشيخ أبو مدين بجواره في روضته فيما بعد. كانت تقوم بوظيفتين أساسيتين هما الانقطاع للتعبد والاجتماع مع الطلبة، وكان الشيخ عبد السلام التونسي يلقنهم مبادئ التصوف وعلوم أخرى. من الذين تخرجوا منها الشيخ محمد بن محمد الهواري الأبرش.
3. زاوية أبي زكريا الزواوي: أسسها الشيخ الفقيه الولي الصالح أبو زكريا يحي بن أبي علي المشتهر بالزواوي (ت 611هـ)، خارج مدينة بجاية، باب البحر، بعد عودته من المشرق، وجلس بها لنشر العلم وبثه والدعوة إلى الله، فانتفع الخلق على يديه، وكان يدرس بها أيضا علوم الحديث وعلوم الفقه والتصوف، كما تولى التدريس بها الشيخ الولي الصالح أبي مدين الغوث.
4. زاوية ابن يبكى البجائي: عبد الكريم بن عبد الملك القلعي البجائي (توفي بداية القرن السابع الهجري)، من أهل قلعة بني حماد، وتقع زاويته داخل باب أمسيون من أعلى سند بجاية، وهو الموقف لأوقافها الكثيرة المعروفة.
5. زاوية ملارة بقسنطينة: أسسها الشيخ يعقوب بن عمران البويوسفي (630/ 717هـ) ـ والد جد ابن قنفذ لأمه ـ تقع على بعد مرحلتين إلى الغرب من قسنطينة. نشرت التصوف بمنطقة قسنطينة.
6. زاوية الشيخ أبي حجلة بتلمسان: أسسها الشيخ أبو حجلة التلمساني، كان معروفا بالصلاح والتقوى والزهد والتصوف، جاء ذكرها عند ابن حجر في ترجمته لابن أبي حجلة: «ولد بزاوية جده بتلمسان سنة خمس وعشرين وسبعمائة (725هـ)».
7. زاوية سيدي الحلوي بتلمسان: (ق 8هـ) من أشهر مزارات مدينة تلمسان، تقع خارج سور المدينة من ناحية الشمال، شيدها سنة 754هـ السلطان المريني أبي عنان، على ضريح الولي الصالح الشيخ سيدي الحلوي، اندثرت لم يبق منها إلا المسجد الجامع، وهو يشبه كثيرا في نمط بنائه مسجد الشيخ أبي مدين الغوث بالعباد. ذكرها ابن مريم في كتابه البستان على أنها مقر للصالحين وملتقى للأولياء والعلماء.
8. زاوية الحسن بن أبي القاسم بن باديس: (ت 787هـ) أسسها الشيخ حسن بن أبي القاسم بن باديس ـ وأسرة ابن باديس من أكبر الأسر العلمية والدينية بقسنطينة ـ الذي كان من مشائخ الطريقة القادرية التي أخذها عن شيخه صلاح الدين العلائي ببيت المقدس. عرفت شهرة كبيرة، توفي الشيخ بن باديس سنة 787هـ ودفن بزاويته.
9. زاوية إبراهيم بن فايد البوسحاقي: (ت 857هـ) أسسها الشيخ أبو إسحاق إبراهيم بن فايد الزواوي الذي كان من مشائخ الطريقة القادرية التي أخذها عن شيخه علي المنجلاتي في بجاية. عرفت شهرة كبيرة في منطقة القبائل، توفي الشيخ سيدي بوسحاقي سنة 857هـ ودفن بزاويته.

## الزوايا في عهد الاحتلال
لعل أحسن وأدق عبارة تلخص لنا الصراع المرير الذي كان دائرا بين الزوايا والمحتل الأجنبي بالجزائري، هي عبارة الأستاذة «ايفوان توران»: «وحاولت فرنسا إنشاء مدارس عربية فرنسية ثم المكاتب الإسلامية ثم مدارس عربية بحتة، ولم يلتحق الجزائريون إطلاقا بأي من هذه المدارس، بل لقد هدمت في أوقات الانتفاضات ومنها انتفاضة 1871، في برج بوعريريج ومازونة وبجاية، لأنها (مدارس النصارى) وقامت حرب المدارس، وقد اشتكى ضابط من مستغانم من مقاطعة المدارس وتأثير الزوايا في الشباب وفقدت المكاتب العربية قوتها وخسرت المعركة».
اكتشف الفرنسيون إذن وجود الزاوية كمركز أساسي يأوي المقاومة ولاسيما المقاومة الثقافية، إن المقاومة المسلحة ذات طبيعة سياسية ثم إنها مؤقتة، أما المقاومة النفسية فدائمة، بل هي حرب نفسية حقيقية، ابتكرتها الزوايا في القرن التاسع عشر.
وجملة القول: أن تأسيس الزوايا في الجزائر أدى إلى عدة نتائج:
- حيث انتشر بواسطتها التصوف السني.
- وتعددت طرق وأساليب التربية الصوفية.
- وأصبحت مكانا فسيحا لتدريس العلوم النقلية والعقلية، فدعمت بذلك المسجد في بعض وظائفه، ونشرت التعليم لدى الشرائح الدنيا من المجتمع، طالما أن مؤسسة المدرسة لم تظهر في المغرب الإسلامي.
- مراكز للثورة ضد المحتل الأجنبي، لجمع الرجال والمال والسلاح وشحذ الهمم، وقواعد خلفية للمجاهدين.

أما على الصعيد الاجتماعي والسياسي فقد نمت وتطورت أهميتها لدى العامة فأصبحت قبلة للناس لطرح مشاكلهم وانشغالاتهم، ومكانا يلجئون إليه وقت النوائب، وقد أدركت السلطة أهميتها وقدسيتها لدى العامة، فبادرت إلى تأسيس الزوايا، والسهر على إنجاح دورها الديني والتعليمي، التماسا لإرضاء الرعية وتنشيطا للحياة الثقافية.

## دور الزّوايا في الحركة الوطنية
كما كان للزّوايا دور في الحفاظ على ما نحن عليه وبأمانة، فكان لها كذلك الدّور البارز والهام في الحركة الوطنية من منطلق الإيمان بالله تعالى والجهاد في سبيله للتّمكين لدين الله تعالى وهو الأسمى عند شيوخ الزّوايا، ومن التفّ حولهم وفي حضرتهم الموقّّرة ونهل من علمهم ونال من شجاعتهم وتضحيّاتهم على بساطتهم.
| الزوايا في الجزائر | وعندما احتل الفرنسيّون الجزائر سنة 1830م بعد انهيار الدّولة الجزائرية احتفظت الطّرق الصّوفية السّنّيّة بمكانتها بين جماهير الشّعب الجزائري رغم ما أصاب البلاد من هدم وخراب. وهكذا أصبح رجال الطّرق الصّوفية السّنّيّة الملجأ الأمين لقيادة الجماهير الشّعبية للدّفاع عن هويّتها ووجودها أمام استعمار غربي يودّ القضاء على كلّ شيء. | الزوايا في الجزائر |

ويقول:
| الزوايا في الجزائر | كانت الطّرق الصّوفية السّنّية هي المؤسّسة الوحيدة التي بقيت متواجدة بعد انهيار المؤسّسات الرّسمية أمام ضربات الاستعمار الفرنسي. وقد ظلّت قائمة خصوصا في الأرياف تؤدّي دورها الدّيني والتّعليمي والعسكري أيضا (ويكفي أن نذكر في هذا المجال أهمّ فروع الزّاوية الرّحمانية والقادرية، والشّيخية والسّنوسية والطّيبية | الزوايا في الجزائر |

«لقد بحثََت جماهير الشّعب الجزائري عن قوى تقودها لمواجهة عدوّ متفوّق عسكريا، فلم تجد سوى زعماءِ الطّرق الصّوفية الذين كان الشّعب يعتبرهم رجال دين أتقياء ورعين همّهم خدمة الإسلام والذّود عنه.»
«كان الجزائريّون يعلمون أن جهاد الكّفّار من أعظم القّربات إلى الله تعالى وكانوا يعرفون أنّهم إمّا قاتلون أو مقتولون، وهم في كلتا الحالتين من الفائزين.»
وهاهو أحد زعماء تلك المقاومات يدعو إلى الجهاد في رسالته إلى القبائل
| الزوايا في الجزائر | بشرى بإعلان الجهاد في سبيل الله على سنّة رسول الله صلّى الله عليه وسلّم ضدّ الكفّار الفاسقين الفرنساويّين لعنهم الله، الذين صالوا علينا، وتعدّوا وشرعوا في إهانة ديننا الحنيف -لا أراد الله- بعدما فسقوا في أرضنا وأحلّوا ما حرّم الله، فها نحن رفعنا اللّواء المحمّدي، وبشّرنا كلّ مسلم بالجهاد، راجين من المولى سبحانه وتعالى أن ينصرنا على الكفّار المخزيّين | الزوايا في الجزائر |

في الصّفحة: 93.
- يقول أحد الضّبّاط الفرنسيّين: «إنّ مختلف الانتفاضات عند القبائل والعرب التي واجهناها في الجزائر، قادها دائما مرابطون حقيقيون أو مدّعون.»
- ويقول آخر: «كلّما قامت انتفاضة إلاّ وكان قادتها إخوانا مرابطين.»
- يقول ثالث: «إنّه وبالفكرة الدّينية يُسيّر القانون، وبالاستجابة للدّيانة الإسلامية أصبح الزّعماء الأوائل لهذا المجتمع محاربين».

وفي الأخير ختم صاحب المحاضرة بقوله:
| الزوايا في الجزائر | «هكذا إذن حافظت الطّرق الصّوفية خلال العهد الاستعماري على الهوية الوطنية من خلال مواجهتها للعدوّ الأجنبي في معارك طاحنة قدّم فيها الشّعب الجزائري النّفس والنّفيس، ومن خلال احتضانها للّغة العربية والدّين الإسلامي في المدارس والزّوايا في وقت كانت فيه الأوضاع مزرية والأفواه مكمّمة، والحرب معلنة شعواءَ على كلّ ما يمتّ بصلة لأصالة الشّعب وهُويته الوطنية.» | الزوايا في الجزائر |

## دور الزّوايا في الحفاظ على ثوابت الأمّة وهويتها وشخصيتها
لا ينكر أحد أنّ الزّوايا كان لها اليد الطولى والأسبقية في الحفاظ على ما جاء به الفاتحون من خيرات الدّين والدّنيا للبلاد والعباد، منذ أمد بعيد، عن طريق التّعليم الحرّ في المساجد والكتّاب والزّوايا...
يقول الأستاذ محمّد الصّالح الصّدّيق: «الزّوايا التي أًسّست لعبادة الله تعالى وتحفيظ القرآن الكريم، وتعليم الدّين، ونشر القيم والفضائل الإسلامية، ودراسة العلم، وهذه في الحقيقة مدارس للتّربية والتّعليم وتهيئة النّشء للمعاهد الإسلامية العالية.»
ويقول الأستاذ محمّد الصّالح الصّديق: «ومؤسّسو هذه الزّوايا والمعلّمون فيها أصحاب رسالة وذوو وزن عند الله تعالى، وعند النّاس، لأنّهم صانِعو أجيال وبناةُ مجد، احتفظ التّاريخ في صفحاته الوضيئة المشرقة بأسمائهم لنذكرهم بالإعجاب والتّقدير، ونترسّم خطاهم ونحذو حذوهم.»
ويضيف الأستاذ الفاضل محمّد الصاّلح الصّديق في نفس المرجع في الصّفحة 41: "بسطنا القول في رسالة الزّوايا في الجزائر، في ضوء الإسلام إلى حد الخشية أنّنا أطنبنا إطنابا يشعر معه القارئ الكريم بالملل، والذي دعانا إلى هذه البسطة وهذا الإطناب أمور:
أوّلها: لنبيّن دور الزّوايا في التّعليم العربي الإسلامي في هذا البلد.
ثانيها: لنؤكّد أهمّية هذا النّوع من التّعليم في خدمة العقيدة الإسلامية والقيم والأخلاق.
ثالثها: ليتصوّر القارئ فعّالية هذا التّعليم في الحفاظ على الشّخصية الجزائرية الإسلامية، تلك الشّخصية التي ظهرت قوّتها وقدرتها على المقاومة والتّحدي في عهد الاحتلال البغيض، كما سنتحدث عن ذلك مستقبلا.
رابعها: لنخرس ألسنة أولئك الذين يستهينون بهذه الزّوايا العلمية ويَطعنون فيها، ويقولون بملء أفواههم إنّها دماميل في جسم الجزائر أو أنّها مصادر ضعف وخمول وجمود."
وفي المرجع نفسه للأستاذ محمّد الصّالح الصّديق في الصّفحة 37 يقول: «وكثير من هؤلاء لم يقتصروا على تعليم الطّلبة وتربية العامّة بل هجروا المحابر، وحلقات الدّروس، إلى جبهات القتال دفاعا عن الإسلام والمسلمين، وتحريرا للوطن من براثن الاستعمار.»
ويقول في المرجع نفسه في الصّفحة 41-42: «وهناك دور آخر هام يذكر للزّوايا، وهو أنّها كانت في عهد الاحتلال الفرنسي، مأوى المجاهدين وملتقاهم، فيها يخطّطون لمعاركهم وكمائنهم، كما شاهدنا ذلك وعشناه في ثورة التّحرير الكبرى، وكم كنّا نلتقي مع أبطال أوّل نوفمبر في زاوية سيدي عبد الرّحمن اليلولي، وكان الأبطال: عميروش، ومحمدي السّعيد وإعزورن محمّد، وقاسي حدادن وسي الشّريف كثيرا ما خطّطوا في هذه الزّاوية للأعمال الثّورية، وفيها كوّن العقيد عميروش لجنة الأوقاف.»
يقول الدّكتور مبخوت بودواية، قسم التّاريخ، جامعة أبي بكر بلقايد بتلمسان، بمرجع أعمال الملتقى الوطني الأوّل والثّاني حول دور الزّوايا إبّان المقاومة والثّورة التّحريرية طبعة خاصّة وزارة المجاهدين، في الصّفحة 131: «لقد أشهرت أغلب الطّرق الصّوفية سيوفها في وجه الفرنسيين الذين وطأت أقدامُهم أرضَ الجزائر عام 1830م.»
وفي المرجع نفسه يقول الدّكتور عبد القادر شرشار قسم الأدب العربي جامعة وهران، في مقال بعنوان: "دور الحركة السّنوسية في مقاومة الشّريف محمّد بن عبد الله في الصّفحة 170: "إنّ الزّوايا في الجزائر هي التّراث والرّمز الأعظم لهذا الوطن، لأنها حفظت طيلة عهد الاحتلال لهذه الأمّة المسلمة قرآنها ولغتها وأخلاقها الإسلامية، بالإضافة إلى ما قامت به من جهاد ودعت إليه وجنّدت له أتباعها، إذ ما من ثورة أو انتفاضة أو مقاومة أو جهاد إلاّ وهو مقرون باسم شيخ أو زاوية أو زوايا، ويشهد التّاريخ أنّ شيوخ الزّوايا وأبناءَهم بالنّسب أو الانتساب من تلاميذٍ ومريدين كانوا أسرع من غيرهم مبادرة لجهاد العدوّ الإسباني والفرنسي بمغربنا الكبير"، ويضيف قائلا: "وقد سجن كثير من شيوخ الزّوايا وأبنائهم وعذّبوا ونفوا واستشهد بعضهم، وأحرقت ودمّرت زوايا عديدةٌ في بلادنا."
إذًا من خلال هذا البحث المتواضع طالعت مراجع تتحدّث عن الزّوايا إبّان الاحتلال كجبهة قائمة بذاتها للدّفاع عن هويتها وشخصيتها بروح إيمانية إمّا حياة سعيدة أو شهادة في سبيل الله أثناء المعارك التي خاضوها معبّرين عن رفضهم لهذه الجرثومة أن تتوغّل في جسم طاهر يدعى الجزائر.
فقاوموا واستشهد من استشهد وعذّب من عذّب وشرّد من شرّد وهجّر من هجّر واعتقل من اعتقل، كما أدركت أنّه لا تخلوا أي ثورة من خونة كان لهم نصيب في ضرب الزّوايا لإضعافها.
«والتّاريخ لا يرحم» كما يُقال، فهناك بعض من تزعّموا المشيخة في غياب الشّيوخ الأجلاّء، وأسّسوا لأنفسهم قببا كأنّها زاوية تدعوا للدّجل والخرافات والبدع، وما أشبه البارحة باليوم، فاليوم ظهرت جماعات من هنا وهناك تدّعي الاختصاص في الرّقية، فمنهم من يشتري قارورة ماء أو يحضرها من منزله فيقرأ ما تيسّر من القرآن العظيم ليسلّمها للمريض بمبلغ أكثر ممّ اشتراها، وهناك من يصنع «عَقدة» مصنوعة من العسل والجوز والكاوكاو واللّوز... ويقرأ فيها ما تيسّر من القرآن العظيم ويضعها في علب بلاستيكية ويلصق عليها وريقة تبيّن للمريض أنّها تعالج جميع الأمراض كالسكّر والضّغط والمرأة العاقر وأمراض أخرى على أنّ هذه «العَقدة» تشفي كلّ هذه الأمراض، مع ترك الطّبيب الاختصاصي طبعا. وهناك من يقول للمريض أو المريضة وما أكثرهنّ، حين زيارة الرّاقي مباشرة أنّ بهم مسّ من الجنّ، ولا يمكن إخراجه إلاّ بالضّرب المبرح بالنّعال أو العصا أو اللّكمات... فينهال على من بين يديه ضربا، ليبتزّوا الأموال من المغفّلين. ومنهم من نصّب نفسه راقيا يُضاهي الحكيم في الفحص والعلاج بتسعيرة كالطّبيب الذي درس في الجامعات أكثر من ستّ سنوات.
- يقول الأستاذ مالك بن نبي بتصرّف منّي في كتابه شروط النّهضة في الصّفحة 28:

| الزوايا في الجزائر | -كمن يأكل أمواس الحلاقة أو ينام على المسامير ويُدخل المخيط في خدّه الأيمن ليخرجه من الخدّ الأيسر، وهناك من يتمرّغ على صفائحَ من أشواك التّين الهندي ثمّ يأكل منها، ناهيك عمّن كان يداعب الأفاعي بالمزامير ويقبّلها على أنّه ولي صالح له كرامات إن لم يقل للمغفّلين من الجهلة أنّها من المعجزات، ويثقون به ليقتنوا منه الحروز ذات الخوارق والمعجزات وبعض التّمائم. ليأتوه بالعجل أو التّيس، فإن لم يجدوا فيكلّفون على أنفسهم ليقدّموا بين يديه ما يملكون.- يقول المؤلّفان في كتاب مسيرة الحركة الإصلاحية بتلمسان 1907-1931-1956 | الزوايا في الجزائر |

وملحق، الطّبعة الثّانية، للأستاذ مختار بن عامر، والحاج خالد في الصّفحة: 187
| الزوايا في الجزائر | وكثيرا ما كان المستشرق ألفراد بال (Alefred Bel) يحضر هذه المهرجانات ويشجّعها، وقد قام بتصوير أحد مشاهدها كلّها، وبعث بالشّريط إلى فرنسا، وبعض الدّول الأخرى، وحتّى إلى الأمم المتّحدة بعد تأسيسها. وزعم لهم بأنّ الجزائريّين ناسٌ متوحّشون، وأنّهم لا يستطيعون العيش في حرّيّة واستقلال، وأنّ فرنسا تقوم بتأديبهم وتحضُّرهم، وإخراجهم من هذه الفوضوية، والهمجية المتوحّشة. | الزوايا في الجزائر |

فهؤلاء سامحهم الله فقد ضلّوا وأضلّوا في الأماكن التي غُلب النّاس على أمرهم تحت أعين الإدارة الفرنسية مع مساعدتهم على انتشارها في غياب شيوخ الزّوايا لانشغالهم بالجهاد ضدّ المحتل بالقلم أو بالسّلاح أو التّهجير. فكان المعمّر أو المدمّر -أحسن- يبني بنيانا مربّع الشّكل عليه قبّة مطلية باللّون الأخضر أو الأبيض ليخيف به ذوي القلوب المريضة حتّى لا يقتربوا من المزارع التي استحوذوا عليها.
فبالله عليك قل لي يا سيّدي أين هؤلاء المشعوذون من أولئك الشّيوخ المرابطين والمربّين على كتاب الله وسنّة رسوله صلّى الله عليه وسلّم؟
كما سجّل التّاريخ عن الزّوايا وشيوخها معارك ضارية في أنحاء الوطن، فسجّلتُ باختصار تواريخ وأسماء المعارك وزعمائها الشّيوخ.
يقول الأستاذ محمّد الصّالح الصّديق في كتابه: كيف ننسى وهذه جرائمهم؟ في الصّفحة 62-63-64: "

## ثورات ومقومات ورائها زوايا
وها هي بعض من تلك الثّورات التي فجّرها الشّعب الجزائري في مختلِف أنحاء القطر، ردعا لظالمه، وطلبا لحريّته، وإعلانا للعالم أجمع أنّه لم ولن يرضى بالاستعمار، وأنّ موته عن آخره خير له من حياته تحت وطأة الاستعمار، وأنّه ما يزال يحفظ قول الشّاعر العربي الأبي:
- ثورة الأمير عبد القادر، 1832-1847م،
- ثورة الزّعاطشة، 1849م،
- ثورة أبي بغلة، 1851-1855م،
- ثورة محمّد عبد الله بالأغواط، 1852م،
- ثورة البطلة لالّة فاطمة انسومر، 1854م

- ثورة سيدي لزرق بلحاج 1864
- ثورة أولاد سيدي الشّيخ، 1864م،
- ثورة المقارنة، 1871م،

- ثورة الشّيخ بوعمامة، 1881-1883م،
- ثورة الأوراس، 1916م.

وأُضيفُ ثورة جمعية العلماء المسلمين الجزائريّين الإصلاحية والتّعليمية، 1931م.

## وصلات خارجية
- الموقع الرسمي لوزارة الشؤون الدينية والأوقاف بالجزائر